# Štrbe
Štrbe (cyr. Штрбе) – wieś w Bośni i Hercegowinie, w Republice Serbskiej, w gminie Čelinac. W 2013 roku liczyła 613 mieszkańców.